# 尼日利亚电子游戏产业
电子游戏产业仍是尼日利亚相对新兴的产业。在2015年，电子游戏开发产业在尼日利亚的影响力相对较小，只有6个年轻公司开发游戏。但是，由于尼日利亚高速发展的手机市场和较为年轻的人口，电子游戏在迅速流行。

## 现状
由于智能手机在尼日利亚的不断渗透、宽带较前几年更为便捷和快速，开发者们有机会更容易地传播电子游戏。尼日利亚人口较为年轻，小于25岁的人口占总人口的60%以上，且本地产业生产电影和音乐的能力较强。尼日利亚也拥有继中国和印度后最快的手机互联网使用增长速度。
据Kuluya公司的CEO，昆勒·奥古巴米拉（英語：Kunle Ogungbamila）称，非洲是“手机优先”的，因为非洲拥有6.5亿手机订阅用户，其中20%拥有智能手机，这个数字被认为将在2017年翻倍。目前使用最多的手机操作系统是以安卓为基础的操作系统，但由于Google Play上有数以百万计的北美和欧洲的应用程序在尼日利亚可用，本地开发者很难打破现状。此外，应用程序内购已在尼日利亚被证明为不成功的销售策略，在当地的热门公司ChopUP，只有15%的用户愿意付费。然而，手机银行仅在2012年被引进尼日利亚，并被认为在接下来的几年内将迅速发展。2014年微软收购诺基亚也帮助加速了Windows平台在尼日利亚的普及，而iOS平台仍然落后。
据尼日利亚开发者称，当地游戏而言，最大的市场是海外市场。当地的商业游戏开发模范Gamsole也面向外国用户，他们的游戏灵感多来源于糖果传奇和愤怒的小鸟等西方电子游戏。其创始人阿比奥拉·奥拉尼然（英語：Abiola Olaniran)认为：“我们并不认为仅仅为尼日利亚人设计游戏有意义…我们无法在尼日利亚…获得900万下载。”kuluya发行的游戏有60%以上在尼日利亚之外获得下载，最多的下载来自加纳、肯尼亚和南非，以及一些亚洲国家 ，在2013年，Kuluya在投资到其他领域后被估价二百万美元。
大型西方公司，如艺电和Gameloft，自2012年起已从尼日利亚游戏市场获利 。但同时，大型游戏机制造商如微软和索尼对尼日利亚市场毫无兴趣，尽管Xbox 360和PlayStation 3大受欢迎。一些服务如Xbox Live在尼日利亚无法使用，游戏盗版也十分普遍。
Kuluya、Gamsole和Maliyo Games等公司，都位于拉各斯，并专注于手机游戏。这些公司在2013年被认为是非洲最重要的游戏开发商。尼日利亚的游戏文化也被认为是非洲发展最快的文化之一。

## 本地主题
尼日利亚的游戏开发者有志于用“明显的当地风情”创造游戏。例如，当地的开发商Maliyo Games以在拉各斯穿行于大街小巷的无处不在的运输摩托车开发了《骑行奥卡达》（英語：Okada Ride）。游戏《蚊子粉碎者》（英語：Mosquito Smasher）也聚焦于清除传播疟疾的蚊子，并帮助增加对疟疾的关注 。据雨果·奥比（英語：Hugo Obi），Maliyo Games的联合创始人称，公司有志于“用游戏作为引擎，以叙事，声音和人物在我们之中与世界分享非洲经验”。
Kuluya也采用了相似的方式，游戏取材于传统故事与神话以描绘当地丰富多彩的文化。公司CEO奥古巴米拉说：“作为一个约鲁巴人，我可以挑选出五个非常美丽的神话或历史故事去取材，然后制作游戏。这仅仅是我的本地文化。”奥古巴米拉也声称反对西方在电子游戏中以“人们永远需要帮助”这样带有偏见的殖民地心态负面描述非洲。Kuluya也制作有关其他非洲国家，如肯尼亚和南非的电子游戏。